# 集值函数
集值函数（set-valued function），或对应（correspondence）是一种函数，将一个集合（定义域）中的元素映射到另一集合的子集。集值函数见于众多数学领域，如最优化、控制理论与博弈论等。
有些文献将集值函数称作多值函数，但在本文和数学分析的其他文献中，多值函数指的是具有连续性的集值函数f，也就是说在集合{\displaystyle f(x)}中选择一个元素，就会在接近x的y的每个集合{\displaystyle f(y)}中确定一个相应的元素，从而局部确定了一个普通函数。

此图表示多值不紧合（proper，即单值）函数，X中的元素3同事对应Y中的两个元素b、c。

## 例子
函数的极值点一般来说是多值的。例如，{\displaystyle \operatorname {argmax} _{x\in \mathbb {R} }\cos(x)=\{2\pi k\mid k\in \mathbb {Z} \}}.

## 集值分析
集值分析以数学分析与点集拓扑学的精神研究集合。
与只考虑点的集合不同，集值分析考虑的是集合的集合。若集合被赋予拓扑或从底拓扑空间集成了适当的拓扑，就可以研究其收敛性。
大部分集值分析通过数理经济学和最优控制的研究产生，部分是作为凸分析的推广。Tyrrell Rockafellar、Roger J-B Wets、Jonathan Borwein、Adrian Lewis、Boris Mordukhovich等人用“变分分析”指代。在优化理论中，近似次导数向次导数的收敛，对于理解最小化点的必要或充分条件非常重要。
点值分析中以下概念可以推广到集值分析中：连续性、微分、积分、隐函数定理、压缩映射、测度、不动点定理、最优化与拓扑度定理。其中，方程被推广为包含（inclusion），微分方程被推广为微分包含式。
可以区分连续性的多种推广，如闭图性与上下拟弱连续性。此外还有各种将测度推广为多函数的方法。

## 应用
集值函数见于优化控制，特别是微分包含式及博弈论等领域，其中集值函数的角谷不动点定理已被用于证明纳什均衡的存在性。这与通过连续函数逼近上半连续函数的很多其他性质松散地联系起来，解释了为什么上半连续性更受欢迎。
但正如米歇尔选择定理指出的，下半连续多函数常有连续选择，提供了仿紧空间的另一个特征。Bressan-Colombo定向连续选择、Kuratowski与Ryll-Nardzewski可测选择定理、Aumann可测选择、可分解映射Fryszkowski选择之类的其他选择定理在最优控制和微分包含式中都很重要。

## 阅读更多
- K. Deimling, Multivalued Differential Equations （页面存档备份，存于）, Walter de Gruyter, 1992
- C. D. Aliprantis and K. C. Border, Infinite dimensional analysis. Hitchhiker's guide, Springer-Verlag Berlin Heidelberg, 2006
- J. Andres and L. Górniewicz, Topological Fixed Point Principles for Boundary Value Problems （页面存档备份，存于）, Kluwer Academic Publishers, 2003
- J.-P. Aubin and A. Cellina, Differential Inclusions, Set-Valued Maps And Viability Theory, Grundl. der Math. Wiss. 264, Springer - Verlag, Berlin, 1984
- J.-P. Aubin and H. Frankowska, Set-Valued Analysis, Birkhäuser, Basel, 1990
- D. Repovš and P.V. Semenov, Continuous Selections of Multivalued Mappings （页面存档备份，存于）, Kluwer Academic Publishers, Dordrecht 1998
- E. U. Tarafdar and M. S. R. Chowdhury, Topological methods for set-valued nonlinear analysis, World Scientific, Singapore, 2008
- Mitroi, F.-C.; Nikodem, K.; Wąsowicz, S. . Demonstratio Mathematica. 2013, 46 (4): 655–662. doi:10.1515/dema-2013-0483 .